# Elizabeth Gilbert
Elizabeth M. Gilbert (sinh ngày 18 tháng 7 năm 1969) là nữ nhà văn, tác giả, tiểu thuyết gia, nhà phê bình văn học người Mỹ. Bà được biết đến nhiều nhất với tác phẩm theo dạng bút ký Ăn, Cầu nguyện, Yêu năm 2006, sau đó đã nằm trong danh sách bánh chạy nhất của tờ New York Times trong 199 tuần tính đến tháng 12 năm 2010 và được dựng thành phim điện ảnh cùng tên vào năm 2010 với sự tham gia của nữ diễn viên Julia Roberts.

## Tiểu sử
Gilbert sinh ra tại Waterbury, Connecticut. Cha bà là một kỹ sư hóa chất còn mẹ làm y tá.
Cùng với người chị gái duy nhất là tiểu thuyết gia Catherine Gilbert Murdock, bà lớn lên trong một trang trại nhỏ trồng cây thông Giáng sinh của gia đình ở Litchfield, Connecticut. Cả gia đình sống ở vùng quê mà xung quanh không có người hàng xóm nào, họ thậm chí không có cả TV hay một chiếc máy hát, do đó mà họ đều đọc sách rất nhiều. Hai chị em bà tự giải trí bằng cách viết truyền ngắn và đóng kịch.
Gilbert nhận bằng cử nhân về khoa học chính trị của Đại học New York năm 1991, sau đó bà đã làm đầu bếp, bồi bàn và làm nhân viên cho tờ tạp chí. Bà đã viết về trải nghiệm làm đầu bếp tại một trang trại cho khách du lịch trong các cuốn truyện ngắn, sau này cũng được nhắc đến trong cuốn sách Người Mỹ cuối cùng (Viking 2002) của bà.

## Đời tư
Gilbert kết hôn với Michael Cooper từ năm 1995 đến năm 2002.
Cho tới năm 2013, Gilbert sống tại Frenchtown, New Jersey với chồng là Jose Nunes. Gilbert đã gặp Nunes ở Bali trong những chuyến du lịch được kể trong cuốn sách Ăn, Cầu nguyện, Yêu. Cả hai kết hôn năm 2007 và cùng nhau điều hành một cửa hàng nhập khẩu đồ châu Á rộng lớn có tên là "Two Buttons".